# 1694

## أحداث
- تأسيس مدينة نوفي ساد وتقع حاليا في صربيا.
- 6 يوليو: تأسيس مدينة آروري [الإنجليزية] وتقع حاليا في فنزويلا.

## مواليد
- عبد الله بن إسماعيل
- فرنسوا كيناي
- فولتير
- هنري بلهام

## وفيات
- محمد شفيع الأسترآبادي